# Anthomycetella
Anthomycetella is een monotypisch geslacht van roesten uit de familie Raveneliaceae. Het bevat alleen Anthomycetella canarii.